# Coquillettidia
Coquillettidia (лат.) — род кровососущих комаров из подсемейства Culicinae трибы Mansoniini.

## Описание
Комары длиной тела 5,7—8 мм. У самок длина хоботка в 1,5 раза длиннее груди. Щупики в 4 раза короче хоботка. Вокруг дыхалец щетинок нет.
Личинки характеризуются широкой головой, ротовым аппаратом фильтрационного типа. Усики длинные. Сифон (дыхательная трубка) на конце тела преобразован в буравящий аппарат.

## Экология
Самки большинства видов питаются кровью птиц, но могут нападать на человека и домашний скот. Личинки развиваются в водоемах, прикрепляясь к стеблям растений. Являются переносчиками различных заболеваний.

## Классификация
В составе рода описано 57—58 видов, разделен на три подрода (Austromansonia, Rhynchotaenia и Coquillettidia).

## Палеонтология
В ископаемом состоянии известны с эоцена.

## Распространение
Широко распространённый род, представители отсутствуют только в Антарктиде.